# Bosão da Provença

Território de Bosão em 881.

Bosão da Provença ou também Bosão V da Provença (844 - 11 de janeiro de 887) foi um nobre franco com origem na dinastia bosônida, que estava profundamente relacionada com a Dinastia carolíngia, facto fundamental para a subida de Bosão ao Trono da Provença, estando este no trono entre 879 e 887.

## Biografia
Bosão foi filho de Bivín de Viena, conde de Lotaríngia, facto que fazia de Teutberga de Valois sua tia, sendo este esposa de Lotário II da Lotaríngia, rei da Lotaríngia. 
Por outro lado Bosão era também sobrinho do conde italiano de Boso, facto que esteve relacionado com a atribuição do seu próprio nome pelos pais. Além de sobrinho do conde Boso, era também sobrinho de Hucbert Saint Maurice d'Augane, sendo este abade da Abadia de São Maurício, e quem viria a suceder no governo da abadia no ano de 869.
Bosão da Provença foi ancestral de três linhagens de sucesso conhecidos como Bosónidas pelos historiadores. Através de seu casamento com Ermengarda da Provença teve duas filhas: Ermangarda da Provença, (com o mesmo nome da mãe) e que foi casada com o conde de Chalon e Angilberga da Provença, se casou como primeira esposa com Carlomano II e mais tarde com Guilherme I da Aquitânia "o Piedoso" Conde de Auvérnia. 

## Relações familiares
Foi filho de Bivín de Viena (822 - 877)  e de Riquilda de Arles, filha de Bosão de Valois (c. 800 - 855) "o Velho", conde de Valois e de Engeltrude. Casou com Ermangarda da Provença (852 - 22 de junho de 896) filha de Luís II da Germânia "o Jovem" (c. 825 - 875), Sacro Imperador Romano-Germânico e de Engelberga de Espoleto, de quem teve:
1. Guila de Borgonha (dezembro de 873 - ?), rainha do Alto Borgonha, casada com Rodolfo I da Borgonha Transjurana [3] (ca. Borgonha, França 859 — Juran, Borgonha, França 25 de outubro de 912) foi o 1º rei da Borgonha Transjurana de 888 até sua morte.
2. Luís III, o Cego (880 - 5 de junho de 928)[4] rei da Provença e Imperador do Sacro Império Romano-Germânico e do Ocidente. Foi casado por duas vezes, a 1ª com Ana de Constantinopla também conhecida como Ana da Macedónia (885 - 912)[5], filha do Imperador Leão VI, o Sábio (19 de setembro de 866 - 11 de maio de 912) e de Zoé Zautsina (870 - 899), filha de Estiliano Zautzes. O 2ª casamento foi com Adelaide da Borgonha[6], filha de Rodolfo I da Borgonha e de Vila I da Borgonha.
3. Ermangarda da Provença (c. 870 - 917) casada com Manassés da Borgonha (c. 870 - 918) "o Velho", Conde da Borgonha e conde de Chalôn.
4. Angilberga da Provença casada com Guilherme I da Aquitânia "o Piedoso" (22 de março de 875 - Brioude, 6 de Julho de 918)[7]